# Trenes de la Muerte

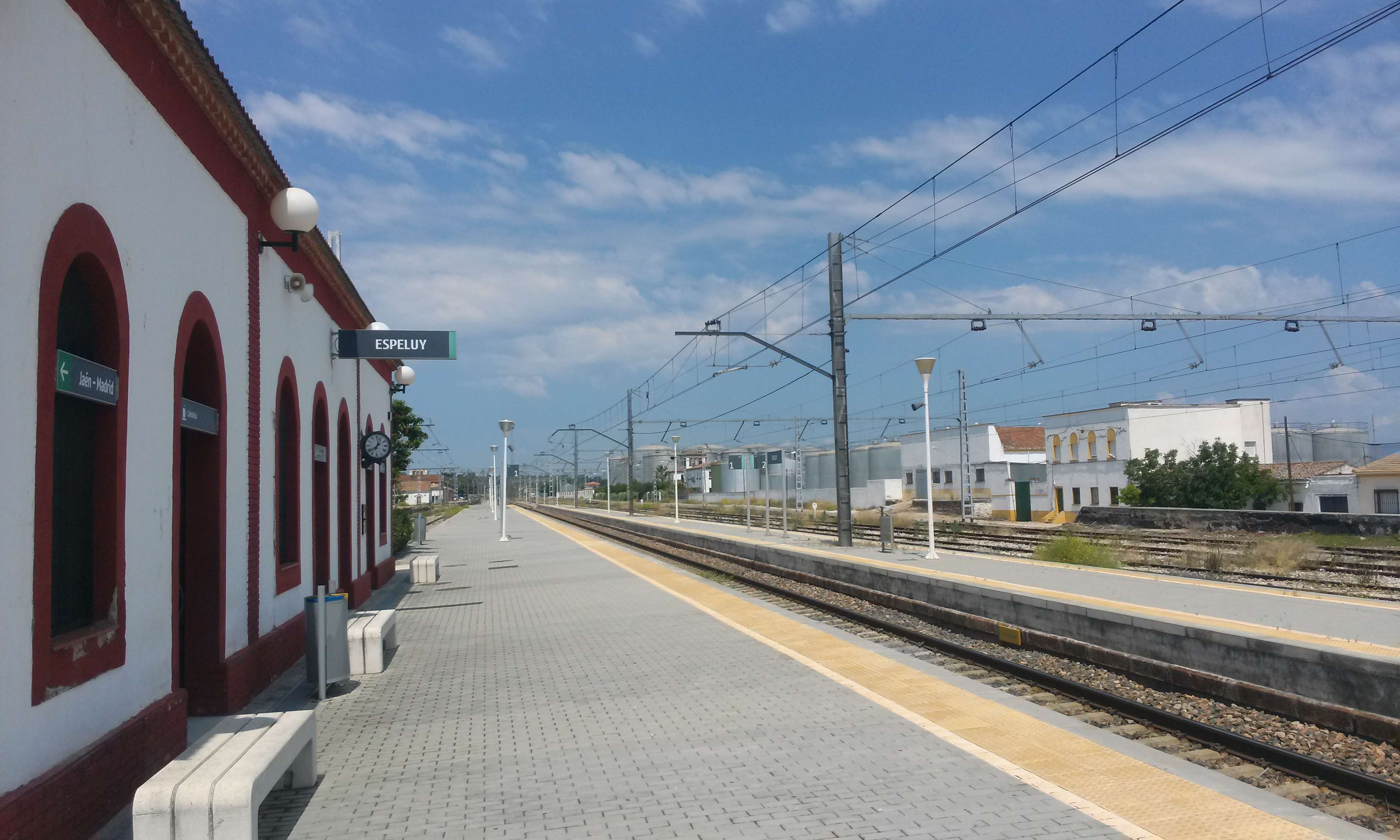
Estación de Espeluy, de donde partió uno de los trenes.

Se conoce como «trenes de la muerte» a una matanza de presos derechistas ocurrida al comienzo de la guerra civil española en la zona republicana, cuando dos expediciones en trenes cargados con varios centenares de detenidos partieron de la provincia de Jaén los días 11 y 12 de agosto de 1936 con destino a la cárcel de Alcalá de Henares. El primer tren, al llegar a la estación del Mediodía en Madrid, fue objeto de asalto por grupos de milicianos armados, que procedieron al asesinato selectivo, allí mismo, de once de los detenidos. El segundo convoy, al día siguiente, fue interceptado en un apeadero cercano a Vallecas, donde los asesinados alcanzaron la cifra de 193 de los 245 que integraban la expedición.

## Antecedentes
En julio de 1936 una parte del Ejército se sublevó contra la Segunda República, lo que acabaría derivando en una guerra civil. En muchos lugares se desencadenó una fuerte represión contra los partidarios de la república o contra aquellos que hubieran votado al Frente Popular en las elecciones de febrero. Frente a esta violencia de la facción sublevada, en la zona republicana también se desencadenó una oleada de violencia contra todos aquellos considerados como «desafectos» y enemigos de la república o de la revolución por el simple hecho de su filiación política o por su catolicismo. Las autoridades republicanas, sin embargo, no compartían esta represión incontrolada. Tras el estallido de la guerra civil, las estructuras del estado republicano colapsaron, y en muchos casos, aunque las autoridades quisieran, no tenían medios para evitar que se produjeran asesinatos incontrolados en su retaguardia. Esta situación se mantuvo durante las primeras semanas de la contienda.
Desde el inicio de la guerra se efectuaron multitud de detenciones en diferentes lugares de la provincia de Jaén, de personas acusadas de simpatizar con la rebelión militar. A estos, se sumaron presos procedentes de Adamuz que habían sido detenidos tras la ocupación de la localidad por las tropas del general José Miaja. Las cárceles de Jaén quedaron abarrotadas de detenidos derechistas, lo que supuso un serio problema para las autoridades republicanas de la provincia. Ya en la noche del 30 de julio unos 48 derechistas y terratenientes locales fueron linchados en la cárcel de Úbeda por una multitud violenta que había asaltado la prisión. A principios de agosto en la Catedral de Jaén, que estaba siendo utilizada como cárcel, había unos 800 detenidos. El gobernador civil de Jaén, Luis Rius Zunón, preocupado por el hacinamiento de los presos y por las posibles sacas por parte de elementos incontrolados, habló con el director general de prisiones, Pedro Villar Gómez, para poder trasladarlos a la cárcel de Alcalá de Henares. Tras obtener el visto bueno, organizó varias expediciones ferroviarias que debían trasladar a los presos a la cárcel de Alcalá de Henares.

## Desarrollo
El 11 de agosto de 1936 fue trasladada la primera expedición que contaba con 322 presos escoltados por 40-50 guardias civiles y milicianos. Fueron llevados en camiones hasta la estación de Espeluy, donde subieron a un tren, llegando a Madrid al día siguiente. Durante su recorrido, el convoy ferroviario fue recibido por multitudes hostiles en cada estación que pasaba, y algunos de los detenidos fueron atacados o amenazados por las masas congregadas en los andenes. El tren llegó a la estación del Mediodía de Madrid sin novedades. Cuando la expedición volvió a ponerse en marcha para continuar el viaje, esta fue detenida por el ferroviario Basilio Villalba Corrales, a la sazón jefe de las milicias ferroviarias que operaban en el sector de Atocha. Once de los detenidos (principalmente, terratenientes y figuras prominentes de la derecha) fueron sacados del convoy por los milicianos a las órdenes de Villalba Corrales y, tras ser llevados a una tapia situada en las cercanías, asesinados. Los restantes 311 presos llegaron a Alcalá de Henares, donde una tercera parte hubo de recibir atención médica.

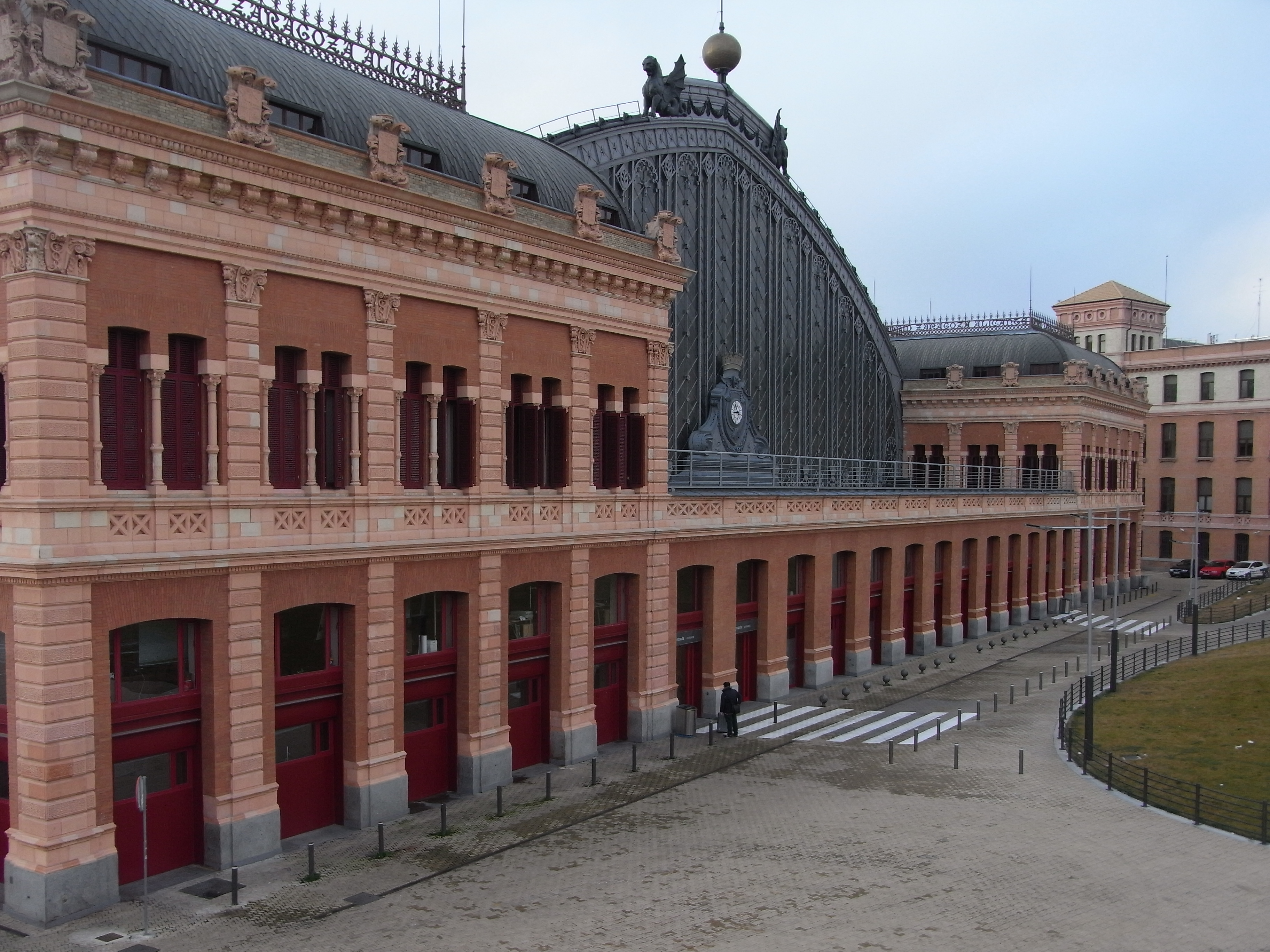
Estación del Mediodía, donde fue detenido el primer tren para ejecutar a once de los prisioneros.

El segundo tren partió de Jaén a las 23:00 h. del 12 de agosto con 245 presos escoltados por cincuenta guardias civiles a las órdenes del alférez Manuel Hormigo Montero. Esta vez la expedición evitó su paso por Atocha, para prevenir que se repitiera lo sucedido el día anterior. Cuando el convoy estaba acercándose a la madrileña estación de Santa Catalina-Vallecas, un grupo de milicianos anarquistas lo detuvo y desenganchó la locomotora. Tanto el jefe de estación como el oficial que mandaba la dotación de escolta del tren hablaron por teléfono con el director general de Seguridad, Manuel Muñoz Martínez. Le informaron del incidente y de que los anarquistas habían instalado tres ametralladoras a la altura de El Pozo del Tío Raimundo, y que estos habían amenazado con disparar a los guardias civiles si no se marchaban.
Muñoz Martínez, impotente y sin medios a su disposición para poder atajar aquella situación, autorizó a los guardias civiles a retirarse del lugar; más adelante explicaría que «la poca autoridad que aún conservaba el gobierno se vendría abajo si las exiguas fuerzas de orden público acababan siendo arrolladas en un enfrentamiento con el pueblo armado». Tras retirarse las fuerzas de orden, los milicianos comenzaron a ejecutar a gran parte de los presos que transportaba el tren. Fueron asesinadas 193 personas, en grupos de 25.

## Consecuencias

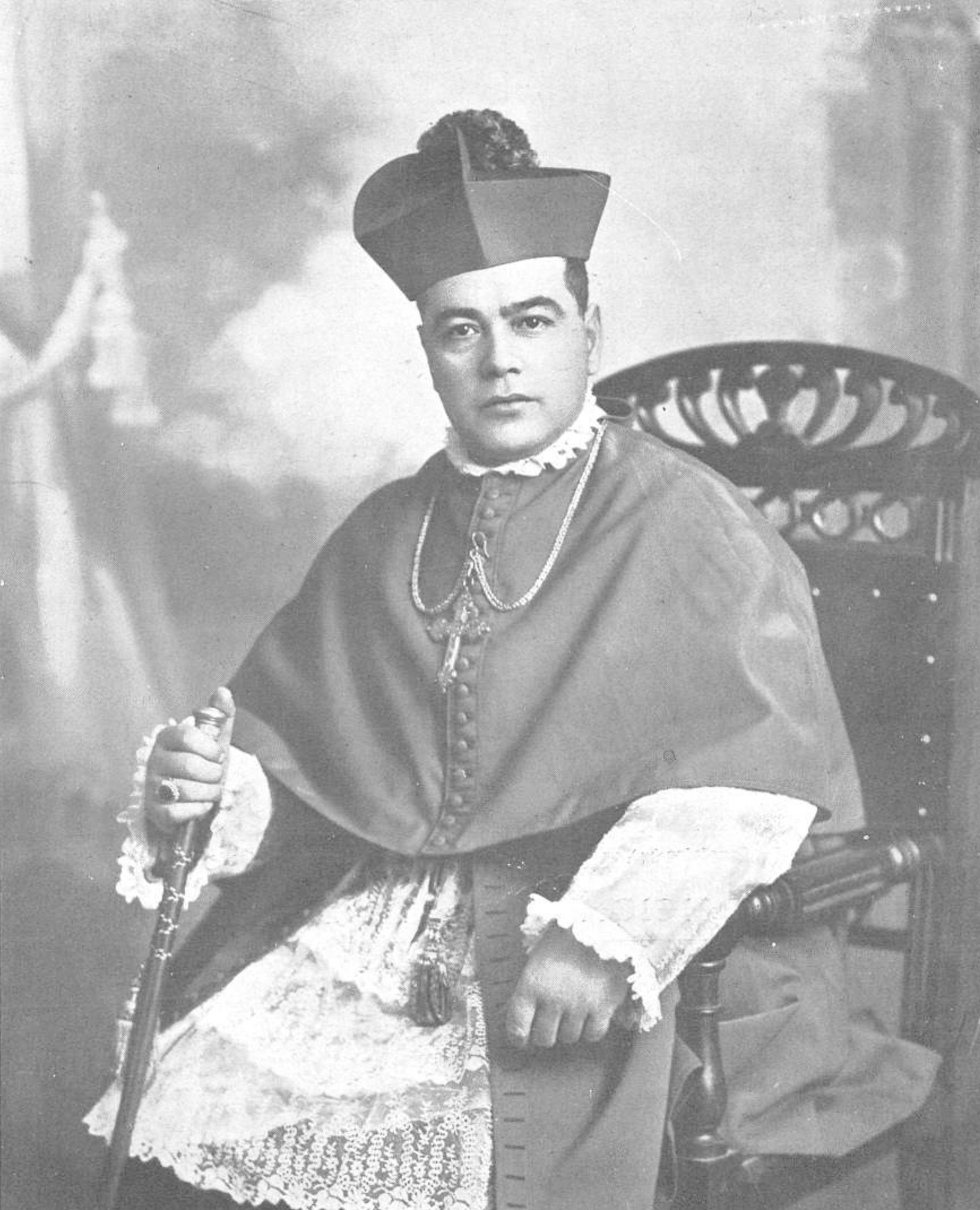
El obispo de Jaén, Manuel Basulto Jiménez, una de las víctimas.

Los asesinatos perpetrados a las afueras de la estación del Mediodía en Madrid no fueron autorizados ni aprobados por el comité del Frente Popular que controlaba la estación. Ni Basilio Villalba Corrales ni los asesinos del segundo tren llegarían a ser condenados por sus crímenes. Cuando el gobernador civil de Jaén se enteró de lo ocurrido, desolado ante los asesinatos perpetrados, presentó inmediatamente su dimisión.
Entre las once víctimas del primer tren se encontraban: José Cos Serrano, presidente de la Federación Provincial de Labradores de Jaén y antiguo diputado del Partido Agrario; León Álvarez Lara, diputado por el Partido Agrario; Carmelo Torres Romero, jefe local de Falange en Jaén; dos sacerdotes y dos monjas. En el segundo tren fueron fusilados 193 de los 245 presos que iban en él, entre los que se encontraban el obispo Manuel Basulto Jiménez, su hermana, el marido de esta y el vicario general de la diócesis giennense, Félix Pérez Portela. Todas las víctimas fueron enterradas en el cementerio de Vallecas y después de la guerra identificadas. En la década de 1940 fueron trasladadas a la cripta de la iglesia del Sagrario, en Jaén.
La documentación diplomática ha revelado que, al día siguiente de producirse la masacre, los embajadores extranjeros comunicaron al Gobierno republicano que admitirían en sus sedes diplomáticas a ciudadanos españoles. «Todos los Gobiernos, excepto México, Turquía y Argentina, autorizaron a sus embajadores a marcharse de España, si bien finalmente no lo hicieron pensando en la protección que debían a sus súbditos».